# François Laurent d’Arlandes

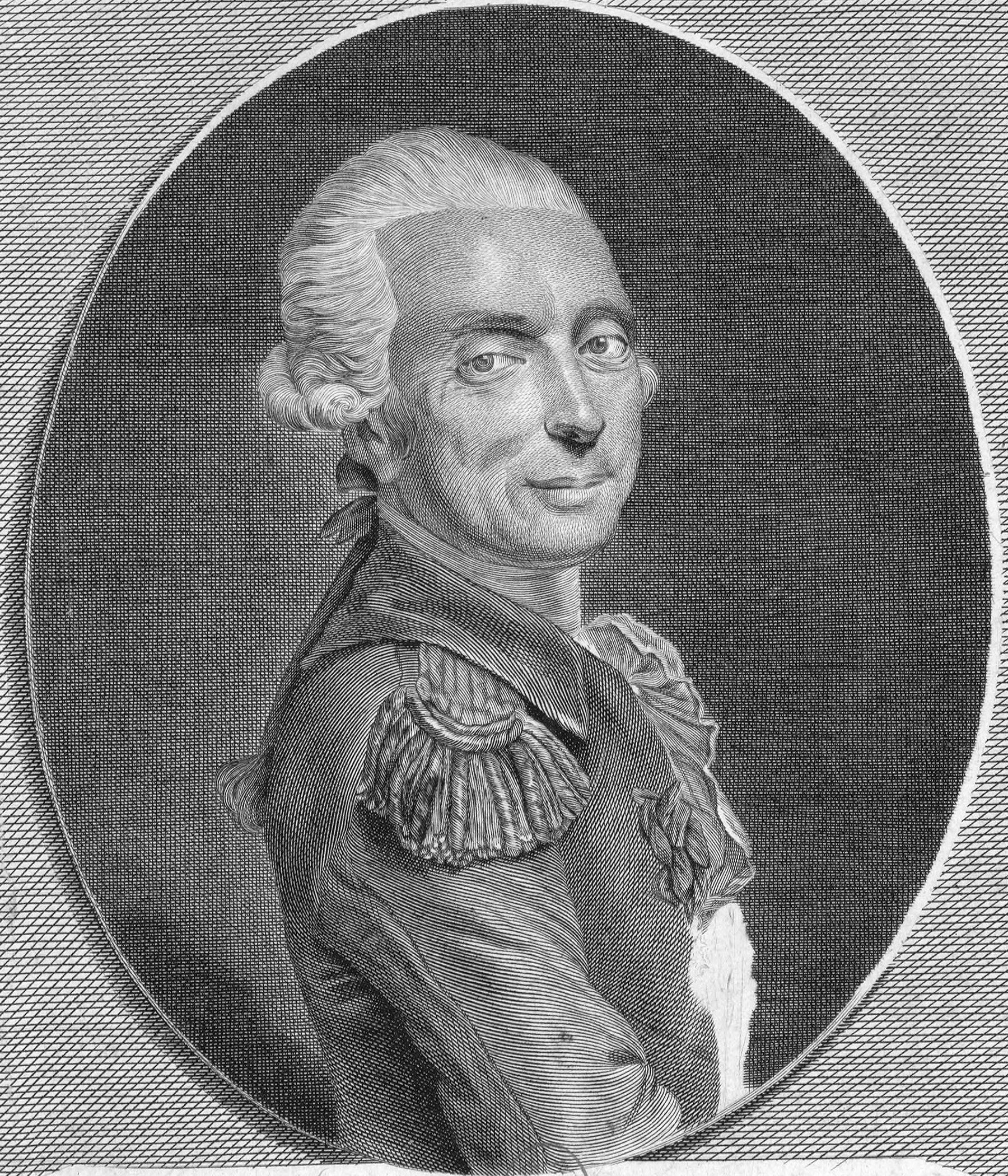
Portret François Laurenta d’Arlandesa

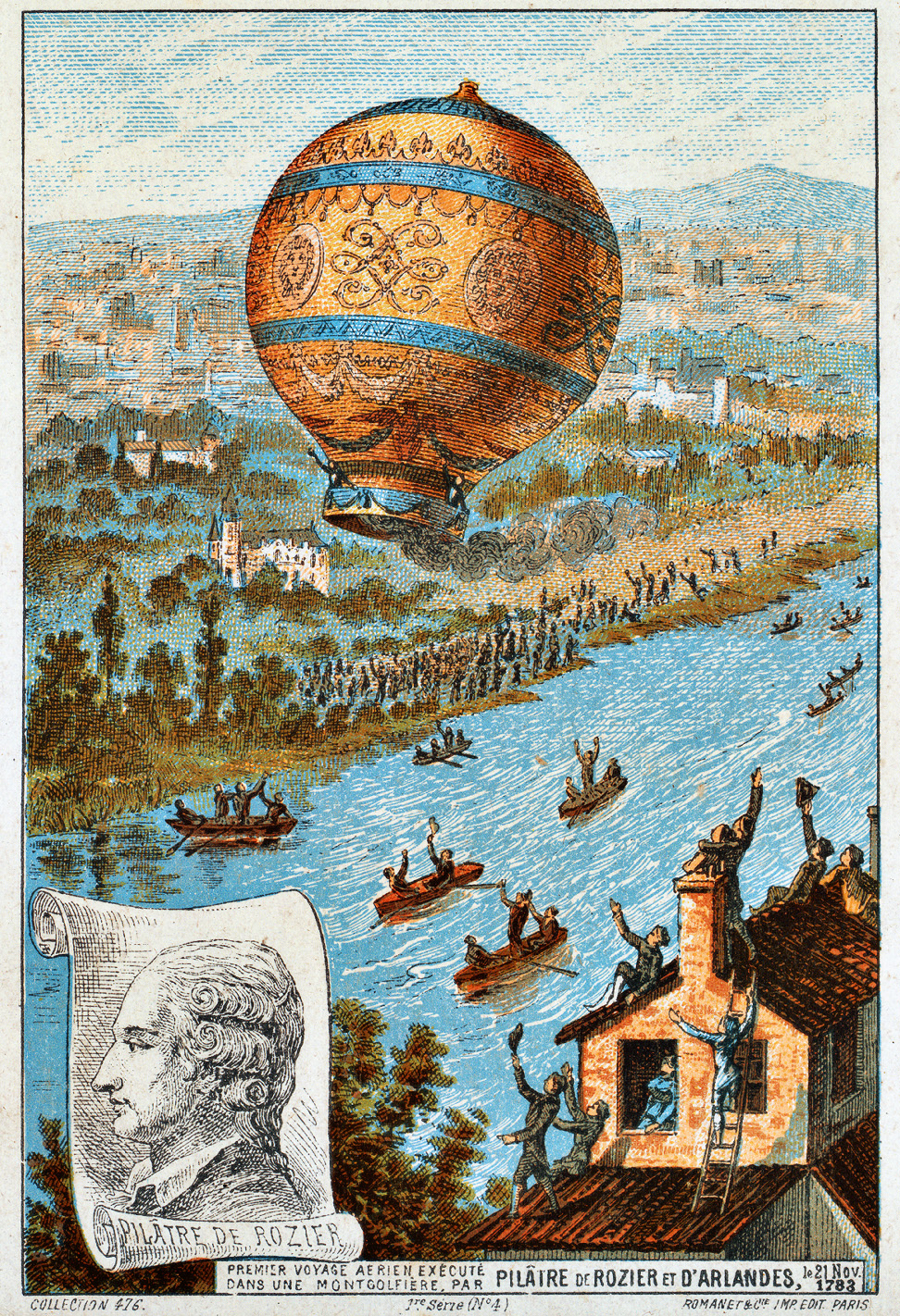
Pierwszy swobodny przelot balonem 21 listopada 1783

François Laurent d’Arlandes (ur. 1742, zm. 1 maja 1809) – francuski markiz, który wraz z Jeanem-François Pilâtrem de Rozierem odbył pierwszy lot balonem.

## Życiorys
Pierwszy lot Rozier i d’Arlandes odbyli w Paryżu 21 listopada 1783 balonem o nazwie "Réveillon" bez uwięzi, pokonując 8-kilometrowy dystans pomiędzy Château de la Muette a Butte-aux-Cailles i osiągając wysokość 3000 stóp (ok. 914 metrów). Lot trwał 25 minut.
d’Arlandes w kolegium jezuitów w Tournon spotkał Josepha, jednego z braci Montgolfier – wynalazców tzw. montgolfiery.
Zmarł w swoim zamku w Saleton w pobliżu Anneyron.